# The Alchemist
Дэниэл Алан Маман (англ. Daniel Alan Maman; 25 октября 1977, Беверли-Хиллз, Калифорния, США), более известный под сценическим псевдонимом Алкемист (Алхимик, англ. The Alchemist) — американский рэпер, музыкальный продюсер, диджей. Музыкальную карьеру начал в 1991 году в хип-хоп-дуэте The Whooliganz под псевдонимом Mudfoot, вместе с актёром Скоттом Кааном (Mad Skillz). После того, как в конце 90-х Алкемист стал известен сотрудничеством с Dilated Peoples и Mobb Deep, он продолжил продюсирование многих ведущих хип-хоп-исполнителей в 2000-х годах и был признан одним из ведущих продюсеров жанра. В настоящее время он работает в качестве диджея с Action Bronson. Он также фокусируется на выпуске целых альбомов для рэперов и собственных инструментальных проектов.
Вместе с Oh No (c которым они образуют группу Gangrene), Вуди Джексон и Tangerine Dream написал официальный саундтрек для видеоигры Grand Theft Auto V.

## Карьера
Будучи подростком, Дэниэл начал сильно отождествлять себя с мятежной лирикой и городскими звуками хип-хопа, начав писать свои тексты. Он нашёл единомышленников, таких как Shifty Shellshock из Crazy Town, Evidence и Скотт Каан (сын Джеймса Каана). В 1991 году 14-летний Маман и Скотт Каан решили стать дуэтом The Whooliganz. Рифмуя на вечеринках в Лос-Анджелесе, они привлекли внимание B-Real из Cypress Hill. Он пригласил подростков присоединиться к его команде Soul Assassins, в которую также вошли группы House of Pain и Funkdoobiest. В 1993 году The Whooliganz выпустили свой первый сингл «Put Your Handz Up». Песня получила небольшую ротацию на радио и их лейбл, Tommy Boy Records, решил отложить выпуск альбом. Скотт сосредоточил свою творческую энергию на актёрстве, в то время как Маман заинтересовался процессом создания хип-хоп-битов.
DJ Muggs взял Алкемиста под своё крыло и научил его использовать семплер и микшерный пульт. Он помог спродюсировать несколько треков для Cypress Hill, после чего стал главным продюсером своего друга детства, Evidence, и его группы Dilated Peoples.
Алкемист спродюсировал несколько треков в дебютном альбоме Focused Daily от Defari. В 1999 году DJ Muggs познакомил Алкемиста со своими хорошими друзьями, популярной хип-хоп-группой Mobb Deep. Он спродюсировал две песни для их альбома Murda Muzik. Впечатлённые его продюсерскими навыками и ноу-хау, Mobb Deep продолжили использовать его биты во всех своих последующих альбомах. По мере того как популярность Алкемиста увеличивалась, он продолжал продюсировать для многих успешных и выдающихся хип-хоп-артистов, таких как Nas, Fat Joe, Jadakiss, Ghostface Killah и Snoop Dogg. Он также делал ремиксы для групп и исполнителей в других жанрах, таких как Linkin Park и Morcheeba. Алкемист оставался верным своим старым друзьям, продолжая продюсировать Dilated Peoples, Cypress Hill и Crazy Town. Он также любит продюсировать менее известных андеграундных рэперов, часто давая им свои лучшие биты.
В 2004 году Алкемист выпустил свой дебютный альбом 1st Infantry. Сингл «Hold You Down» (с участием Prodigy, Illa Ghee и Nina Sky) в 2005 году занял 95-е место в Billboard Hot 100.

### Вражда с Ras Kass
В 1999 году Алкемист должен был спродюсировать три трека для американского рэпера Ras Kass в альбоме Van Gogh, выпуск которого был запланирован на конец 2000 года. Одним из названных треков был «Home Sweet Home», который должен был стать синглом для альбома Ras Kass. После того, как Алкемист получил первую половину платы за бит, он сказал, что лейбл Ras Kass (Priority Records) начал игнорировать его. Позднее они встретились на Source Awards в Пасадине, где Алкемист сообщил Ras Kass, что он демонстрировал бит другим артистам. Затем Jadakiss записал на этот бит трек «We Gonna Make It», выпущенный в 2001 году в альбоме Kiss Tha Game Goodbye. Ras Kass пытался остановить релиз альбома, выпустив свою версию песни на микстейпах, но безрезультатно. Это побудило его задиссить Алкемиста во фристайлах и на треке в альбоме Van Gogh. Закончив биф, он мог сосредоточиться на своих юридических проблемах, но всё же процитировал потерю уважения к продюсеру. В интервью www.hiphopgame.com Ras Kass признал, что он упрям, и отказался слушать то, что Алкемист пытался рассказать ему. С тех пор они помирились, а Алкемист спродюсировал трек «Past, Future and Present» и записал интро для песни, появившейся в микстейпе Ras Kass 2006 года Revenge of the Spit. В 2011 году Ras Kass (вместе с Raekwon) появился в альбоме Evidence Cats & Dogs, в треке «The Red Carpet», который был спродюсирован Алкемистом.

### Другие проекты
Алкемист — один из продюсеров музыки для видеоигры Grand Theft Auto: Chinatown Wars, выпущенной Rockstar Games. Он также участвовал эпизоде в Tim Westwood TV, когда Эминем, Royce da 5’9" и Mr. Porter фристайлили. Во время интервью на Worldwide Conspiracy Radio Алкемист сказал, что он планирует проект из двух частей с другим продюсером с западного побережья, Oh No, озаглавленный Gangrene. Первая часть выйдет в июле, вторая - в ноябре, оба на Decon. Алкемист также был диджеем Эминема на чат-шоу Джонатана Росса на BBC One 4 июня 2010 года.

### Shady Records
Алкемист является официальным диджеем Эминема, так как DJ Green Lantern покинул Shady Records в 2005 году из-за спора, связанного с враждой 50 Cent и Jadakiss. В 2006 году Эминем выпустил совместный альбом с Shady Records под названием Eminem Presents: The Re-Up. Поскольку Алкемист является его официальным диджеем, он продюсировал некоторые треки на микстейпе, а также собрал альбом в микстейп-стиле. 18 декабря 2013 года он занял второе место в номинации лучший продюсер года интернет-журнала HipHopDX.

## Сотруднические проекты
Return of the Mac (2007)
В 2007 году Алкемист и рэпер Prodigy из Mobb Deep объединились для студийного альбома под названием Return of the Mac, который был выпущен 27 марта 2007 года. Альбом должен был быть микстейпом, служащим приквелом к следующему альбому Prodigy H.N.I.C. Pt. 2, но был выпущен как традиционный альбом из-за неожиданного уровня качества записи. В альбоме представлены песни, отснятые к эпохе Blaxploitation.
Return of the Mac дебютировал на 32-м месте Billboard 200, за первую неделю было продано 27 тысяч копий. По состоянию на декабрь 2007 года, было продано 130 тысяч экземпляров. Альбом получил заметное признание критиков и считается как часть возврата к форме Prodigy, так как многие считали, что он «скатился» после релиза Infamy группы Mobb Deep 2001 года. На три трека Return of the Mac были сняты клипы: «Mac 10 Handle», «New York Shit» и «Stuck on You».
The Antidote (2009)
В 2009 году Алкемист выпустил микстейп с рэпером Fashawn под названием The Antidote.
Covert Coup (2011)
Алкемист и Curren$y записали микстейп Covert Coup, который был выпущен 20 апреля 2011 года. Он спродюсировал весь микстейп и даже выпустил инструментальную версию.
Ходили слухи, что пара собирается выпустить продолжение микстейпа под названием Re-Conversationize, которое должно было выйти 20 апреля 2012 года, ровно через год после выхода первого проекта, но этого не произошло. Фактически это было подтверждено Алкемистом в интервью, в котором он сказал, что все слухи создавались и развивались в интернете.
No Idols (2012)
В августе 2013 года Алкемист продюсировал микстейп No Idols диджея группы Odd Future, Domo Genesis. В проекте поучаствовали приглашённые гости: Prodigy, Эрл Свэтшот, Tyler The Creator, Action Bronson, Винс Стейплс, Фредди Гиббс и SpaceGhostPurrp. Микстейп был критически оценён после выпуска. Позднее он был выпущен на виниле ограниченным тиражом.
Yacht Rock (2012)
В октябре 2012 года Алкемист и компания 9Five Eyewear выпустили линию солнцезащитных очков «Alchemist Sunglasses/Eyeglasses» и 12-минутный винил с эксклюзивным миксом, созданным Алкемистом, при участии Action Bronson, Roc Marciano, Oh No, Big Twins, Chuck Inglish и Blu. Он вышел ограниченным тиражом в 400 пластинок по всему миру. 31 октября 2012 года Алкемист выпустил проект для бесплатной загрузки на веб-сайте 9Five. Позже он был выпущен на виниле ограниченным тиражом.
Rare Chandeliers (2012)
15 ноября 2012 года был выпущен проект под названием Rare Chandeliers, сотрудничество между Алкемист и Action Bronson в качестве микстейпа. Позднее бесплатно была выпущена расширенная версия. На микстейпе среди прочих поучаствовали в качестве гостей Roc Marciano, Styles P и Sean Price.
360 Waves (2013)
Алкемист сотрудничал с группой Durag Dynasty (Planet Asia, TriState и Killer Ben), которые также появились в его альбоме Russian Roulette, а он спродюсировал всю их дебютную пластинку 360 Waves. Альбом был выпущен 26 марта, после того как за день до этого вышел клип на первую половину песни «360 Waves». Позже, 29 июля, было выпущено видео для второго сингла «Fish Meat» (с участием Prodigy), а видео для второй половины песни «360 Waves» было выпущено 19 августа.
Albert Einstein (2013)
Второй альбом Prodigy с Алкемистом Albert Einstein был выпущен 11 июня 2013 года. В нём поучаствовали приглашённые гости: Roc Marciano, Domo Genesis, Havoc, Raekwon и Action Bronson. Он дебютировал на 175-й строчке чарта Billboard 200. В течение первой недели было продано 3 тысячи экземпляров в США.
25 февраля 2014 года выпущен EP для Albert Einstein под названием P=MC² – Deluxe Edition, который содержал 4 дополнительные песни, спродюсированные Алкемистом.
Masterpiece Theatre EP (2013)
Алкемист спродюсировал EP Willie the Kid Masterpiece Theatre EP, который был выпущен на цифровых площадках 23 июля 2013 года. Для альбома было выпущено два сингла: «Halal Tuna» и «Medusa».
My 1st Chemistry Set (2013)
Детройтский рэпер Болди Джеймс подписал контракт с Decon, на котором 15 октября 2013 года выпустил альбом My 1st Chemistry Set, спродюсированный Алкемистом.
Diagnosis (2013)
24 октября 2013 года Алкемист выпустил аудиоколлаж для коллекции Coca-Cola и доктора Романелли из ретро-вдохновлённой одежды, названный «Diagnosis». Внутри коллажа есть песня с участием Action Bronson и продюсером Twiz The Beat Pro, который сделал один из битов.
Gangrene

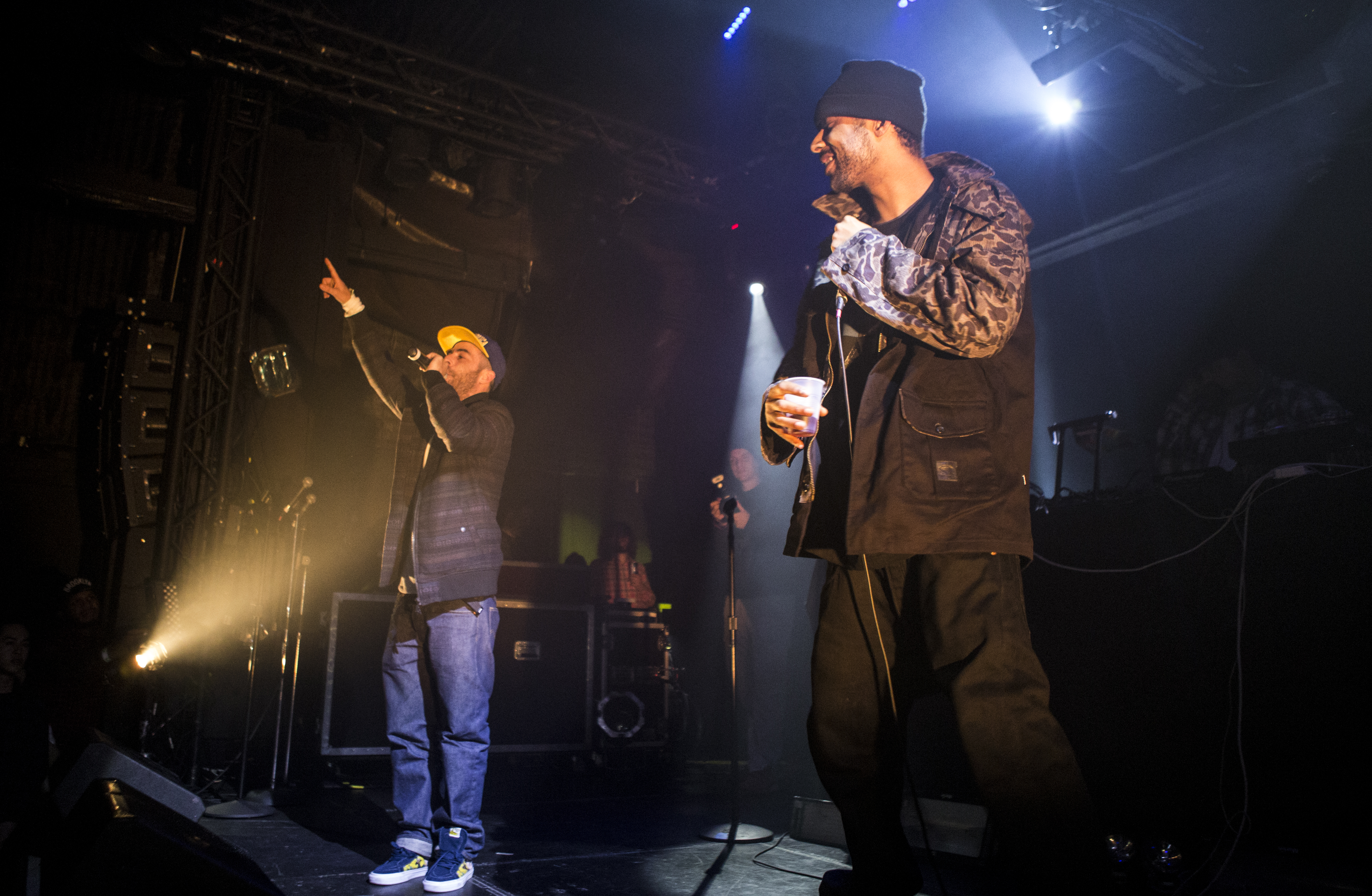
Выступление «Gangrene» в марте 2014 года.

В альбоме Chemical Warfare были две песни «Act of Violence» и «Under Siege», записанные в сотрудничестве с рэпером Oh No названном Gangrene. С тех пор группа выпустила вместе два полноценных проекта: Sawblade EP и студийный альбом Gutter Water. 19 июля 2011 года Gangrene и Roc Marciano выпустили EP Greneberg. В январе 2012 года они выпустили свой второй полнометражный LP Vodka & Ayahuasca, а затем в апреле 4-х трековый EP под названием Odditorium EP для бесплатной загрузки на официальном сайте Red Bull USA.
Grand Theft Auto V Original Score (2013)
Алкемист вместе с Oh No, Tangerine Dream и Вуди Джексон записали официальный саундтрек для видеоигры Grand Theft Auto V от Rockstar Games.
Lord Steppington (Step Brothers) (2014)
Алкемист и его друг Evidence выступали в качестве дуэта Step Brothers. Их дебютный альбом получил название Lord Steppington и выпущен на лейбле Rhymesayers Entertainment. Говоря об альбоме в 2010 году, Алкемист сказал: «Я хочу создать для этого свой звук. Я не хочу, чтобы песни «Step Brothers» звучали так, будто это могла быть песня «Dilated Peoples» или Evidence». Дата выхода альбома была запланирована на 19 ноября 2013 года, но позже перенесена на 20 января 2014 года.. Существует также инструментальная версия альбома, выпущенная на виниле.
The Good Book (Госпел проект с Budgie) (2014)
В интервью Dead End Hip-Hop Алкемист заявил, что он работает над проектом, связанным с госпелом. Позже, 2 марта 2014 года, он отправил тизер-фото этого проекта, в котором будут сотрудничать Алкемист и продюсер Budgie, а также отредактировал твит Frank The Butcher (основателя BAU, на котором будет выпущен проект), объявив о проекте и сказав, что через несколько дней будет выпущена дополнительная информация.
5 марта они объявили, что проект называется The Good Book и выпустили первый сингл «In Heaven's Home» совместно с Roc Marciano и Prodigy. Альбом будет выполнен в хорошо продуманной обложке в виде библейской книги, покрытой кожей, и выйдет ограниченным тиражом в 1 тысячу копий. Он будет выпущен 11 марта и включит в себя главным образом инструменталы. В проекте также примут участие Prodigy, Roc Marciano, Action Bronson, Blu, A$ton Mathews, Domo Genesis, Mick Luter и J. Rocc. Все семплы взяты из госпела.
British Knights – Which Ways The Beach Mix (2014)
10 сентября 2014 года Алкемист спонтанно написал в Твиттере, что продюсер Samiyam и он сам выпустят что-то с доктором Романелли (с которым он раньше уже делал проект Diagnosis вместе с Coca-Cola). Позже он опубликовал 8-минутный микс из своих битов и битов Samiyam для бренда обуви British Knights. В этом миксе есть песня Action Bronson на музыку Алкемиста.
FASH-ionably Late (2014)
Совершенно неожиданно, 8 декабря 2014 года, Алкемист написал в Твиттере, что он и рэпер Fashawn скоро выпустят EP, и дал ссылку на первый видео-сингл «Dreams» (с участием Evidence). Fashawn сказал, что работа с Алкемист - это всегда уникальная, особенная и отличная атмосфера и опыт. EP содержал 7 треков, спродюсированных Алкемистом и выпущен 18 декабря бесплатно. В день выхода было выпущено второе видео на песню «Never Waiting In Vain».
Welcome to Los Santos (Gangrene)
6 марта 2015 года, после того, как Rockstar Games объявили о выпуске GTA V для PC, было сказано, что Gangrene (Алкемист и Oh No) получат свою новую радиостанцию в игре. В дополнение к этому, была выпущена новая песня «Play It Cool» (при участии Эрл Свэтшот и Сэмюэль Херринг). Песня является частью нового альбома саундтреков для GTA V Welcome to Los Santos, который был выпущен 21 апреля 2015 года. Альбом представляет собой сборник новых песен от самых разных артистов. Алкемист и Oh No были вовлечены в продюсирование песен.
You Disgust Me (Gangrene)
В Твиттере Oh No написал, что третий проект Gangrene находится в процессе производства. После выпуска GTA V, спродюсированного Алкемистом и Oh No, они заявили, что их внимание теперь сосредоточено на новом альбоме Gangrene. 25 июня 2014 года в эксклюзивном интервью на шоу Jigga Juice на израильской радиостанции Алкемист сказал, что альбом почти завершён. 7 ноября 2014 года он снова написал твит о новом проекте Gangrene, а режиссёр Джейсон Голдуоч объявил, что они делают песни и видео (точнее, «песни для видео, а не наоборот»). 14 января 2015 года Голдуоч сказал, что редактирование первого видео для сингла «Driving Gloves» завершено, и клип скоро появится. Он был выпущен 17 июля. Gangrene объявила название альбома You Disgust Me. Альбом был впервые выпущен на iTunes 7 августа 2015 года, а затем на физическом носителе через неделю или около того.
Craft Singles
18 ноября Алкемист выпустил сингл на своём SoundCloud с участием Мака Миллера и Migos под названием «Jabroni». Позже он написал в Твиттере, что он будет выпущен ограниченным тиражом на виниле с инструментальной версией, как часть новой серии синглов под названием Craft Singles. 11 февраля Алкемист объявил о датах выпуска каждого из четырёх виниловых синглов: «Hoover Street (Original Version)» от Schoolboy Q (11 марта 2016 года), «Any Means» и «Supply» от MC Eiht и Spice One (8 апреля), «Cobb» и «Palisades» от Blu (6 мая) и «Jabroni» Migos и Мака Миллера (3 июня). Некоторые из них уже были выпущены в режиме онлайн, а Алкемист выпустил онлайн-версию «Hoover Street (Original Version)» в тот же день с анонсами. 11 августа была выпущена еще одна песня: «All for It» от Roc Marciano.
The Carrollton Heist
13 января 2016 года Алкемист и Curren$y объявили о своём втором совместном проекте в Твиттере, озаглавленном The Carrollton Heist. Альбом был записан за один день, 4 января 2016 года (понедельник). Позднее Curren$y объявил дату выпуска (и обложку) в своём Instagram. Альбом был выпущен 14 февраля 2016 года на DatPiff. Позже Алкемист заявил, что версия не была окончательно отмастерена, поэтому он загрузил полностью отмастерённую версию на своей странице на SoundCloud.
Rap and Glorie EP
17 марта 2016 года было объявлено, что 2 апреля Алкемист и голландский рэпер Kempi выпустят EP. Он состоит из 4 треков и 4 их инструментальных версий. 25 марта было загружено мини-документальное видео, в котором показано создание EP.
The Silent Partner
2 марта 2016 года Havoc опубликовал фотографию в своём Instagram, под которой говорится, что его следующий альбом продюсирует Алкемист и скоро он появится. Было объявлено название The Silent Partner, а позднее вышел первый сингл «Maintain». Альбом был выпущен 20 мая.
Fantasy Island EP
В декабре 2016 года Эдди Санчо сказал, что он микширует совместный проект Алкемиста и рэпера Jay Worthy. В апреле 2017 года Алкемист объявил название (Fantasy Island EP) и дату выпуска (2 июня).
The Good Book, Vol. 2
Алкемист несколько раз заявлял о продолжении проекта The Good Book (с продюсером Budgie) в своих Instagram-сторис. Затем, 7 мая 2017 года, он скинул в Твиттере ссылку на предварительный заказ проекта и первый сингл «Brother Jedediah» с участием Action Bronson и Big Body Bes. Проект был выпущен 21 июля. Как и предыдущий The Good Book, он состоит из двух частей (одна от Алкемиста и одна от Budgie). В части Алкемиста представлены тексты от Mobb Deep, Westside Gunn, Conway, Royce da 5’9", Durag Dynasty, Action Bronson и других, а также биты и некоторые аудиоколлажи.
Париж, Лос-Анджелес, Брюссель
В сентябре 2017 года Red Bull France выпустил хип-хоп-проект, который состоит из 8 треков от рэперов из Парижа (Франция) и Брюсселя (Бельгия), а Алкемист руководил продюсированием.
Yacht Rock 2
10 августа 2019 года Alchemist объявил о том, что его альбом Yacht Rock 2 будет готов к концу августа 2019 года.

## Предстоящие проекты
WestsideDoom
8 сентября 2017 года рэпер лейбла Shady Records Westside Gunn и MF Doom объявили о том, что они выпустят альбом под названием WestsideDoom, полностью спродюсированного Алкемистом и Daringer. Он был выпущен 13 ноября.
Предстоящий альбом Mobb Deep и Алкемиста
4 марта 2015 года популярный рэп-дуэт Mobb Deep (Prodigy и Havoc) неожиданно объявил о совместном альбоме с Алкемистом. Они разместили твит, а также фото, которые объявляют об этом. Пока не было раскрыто никаких подробностей.
Безымянный проект с Roc Marciano
В интервью Roc Marciano упомянул, что они с Алкемистом работают над полноформатным альбомом. На Reddit Q&A 14 августа 2015 года Алкемист сказал в ответ на вопрос фаната (об этом проекте и сиквеле Covert Coup), что он не может ни подтвердить, ни опровергнуть этот проект. «Я не могу ни подтвердить, ни отрицать, что любой из этих проектов существует. Может быть, они это делают. Может, они этого не делают. Я попал в циклический график. Мой любимый элемент - это сюрприз».

## Личная жизнь
Дэниэл Алан Маман родился в Беверли-Хиллз, Калифорния. Его отец — бизнесмен еврейского происхождения.
13 июля 2005 года тур-автобус, сопровождающий окружение Эминема (в том числе Stat Quo и Алкемист), съехал с дороги и перевернулся. Алкемист получил перелом рёбер и коллапс лёгкого.

## Музыкальная подпись
Алкемист использует музыкальную подпись, которую он ставит в начале (хотя и не всегда) многих песен, которые он продюсирует. Подпись — это искажённая запись голоса рэпера Prodigy, говорящего «Alchemist» (в искажённой записи это звучит как «A-A-A-A-A-Alchemist»).

## Дискография
| - 1st Infantry (2004) - Chemical Warfare (2009) - Russian Roulette (2012) - The Alchemist's Cookbook (2008) - Yacht Rock (2012) - SSUR (2013) - Diagnosis (2013) - Nothing to See/Hear (с Evidence) (2014) - British Knights – Which Way's The Beach (с Samiyam) (2014) - Craft Singles (2016–2017) - Lunch Meat EP (2018) - The Cutting Room Floor (2003) - Insomnia (2003) - No Days Off (2006) - The Chemistry Files (2006) - The Cutting Room Floor 2 (2008) - en:The Cutting Room Floor 3 (2013) - Gangster Theme Music (2000) - Action/Drama (2001) - The Ultimate Music Machine (2002) - Lab Tested, Street Approved (2004) - 1st Infantry: The Instrumentals (2005) - Rapper's Best Friend (2007) - Greneberg Instrumentals (2011) - Covert Coup Instrumentals (2012) - Rapper's Best Friend 2 (2012) - 360 Waves Instrumentals (2013) - Lord Steppington Instrumental Version (2014) - Rapper's Best Friend 3 (2014) - Israeli Salad (2015) - Retarded Alligator Beats (2015) - The Silent Partner Instrumentals (2016) - Rapper's Best Friend 4 (2017) - French Blend (2017) - French Blend Pt. 2 (2017) - Paris x LA x Bruxelles (Instrumentals) (2017) | - Return of the Mac (2007) (с Prodigy) - The Antidote (2009) (с Fashawn) - Sawblade EP (2010) (с Oh No как «Gangrene») - Gutter Water (2010) (с Oh No как «Gangrene») - Covert Coup (2011) (с Curren$y) - Greneberg (2011) (с Oh No как «Gangrene» и Roc Marciano) - How Does It Feel EP (2011) (с ChrisCo) - Vodka & Ayahuasca (2012) (с Oh No как «Gangrene») - Odditorium EP (2012) (с Oh No как «Gangrene») - No Idols (2012) (с Domo Genesis) - Rare Chandeliers (2012) (с Action Bronson) - 360 Waves (2013) (с «Durag Dynasty») - Albert Einstein (2013) (с Prodigy) - Masterpiece Theatre EP (2013) (с Willie the Kid) - The Music of Grand Theft Auto V: The Score (2013) (с «Tangerine Dream», Вуди Джексон и Oh No) - My 1st Chemistry Set (2013) (с Болди Джеймсом) - Lord Steppington (2014) (с Evidence как «Step Brothers») - The Good Book (2014) (с Budgie) - FASH-ionably Late (2014) (с Fashawn) - Welcome to Los Santos (2015) (с Oh No) - You Disgust Me (2015) (с Oh No как «Gangrene») - The Carrollton Heist (2016) (с Curren$y) - Rap & Glorie (2016) (с Kempi) - The Silent Partner (2016) (с Havoc) - Fantasy Island EP (2017) (с Jay Worthy) - The Good Book, Volume 2 (2017) (с Budgie) - Paris, LA, Bruxelles (2017) (с Red Bull France) - Moving Parts (2017) (с Lunice) - Fetti (2018) (совместно с Фредди Гиббсом и Curren$y) - Layups - EP (2019) (совместно с The Cool Kids) - Burnt Tree (2019) (совместно с Evidence as Step Brothers) - Lamb Over Rice (2019) (совместно с Action Bronson) - Boldface - EP (2019) (совместно с Boldy James) - The Price Of Tea In China (2020) (совместно с Boldy James) - LULU (2020) (совместно с Conway the Machine) - Alfredo (совместно с Фредди Гиббсом) (2020) |